# Neuropoa fax
Neuropoa fax är en gräsart som först beskrevs av James Hamlyn Willis och Arthur Bertram Court, och fick sitt nu gällande namn av Clayton. Neuropoa fax ingår i släktet Neuropoa och familjen gräs. Inga underarter finns listade i Catalogue of Life.